# Mário Martins Meireles
Mário Martins Meireles (São Luís, 8 de março de 1915 — São Luís, 10 de maio de 2003) foi um historiador e professor brasileiro. Foi membro da Academia Maranhense de Letras, onde ocupou a cadeira de nº 9. .

## Biografia
Filho de Verliniano Parga Leite Meireles e Maria Martins Meireles. Fez seus estudos no Maranhão. Foi Auditor Fiscal do Tesouro Nacional, serviu na Bahia, no Maranhão, em Minas Gerais e no Rio de Janeiro. Delegado Seccional do Imposto de Renda em Juiz de Fora, MG, e Delegado Regional no Maranhão. Professor em escolas secundárias em São Luís. Em 1953 foi catedrático fundador de História da América da Faculdade de Filosofia de São Luís, hoje integrada à UFMA. Foi membro do Conselho Técnico-Administrativo daquela Faculdade, Chefe do Departamento de História, Coordenador do Núcleo de Documentação e Pesquisa Histórica e Geografia, membro do Conselho Editorial e do Conselho Universitário, Chefe de Gabinete da Reitoria e Vice-Reitor Administrativo. Diretor da Indústria e Comércio S.A., do Banco do Maranhão, Chefe da Casa Civil do Governo do Estado (1972/1975).
Foi sócio correspondente do Instituto Histórico e Geográfico Brasileiro, admitido  em 17 de dezembro de 1973. .

## Obras
- O Imortal Marabá (1948)[1]
- Gonçalves Dias e Ana Amélia (1950) [1]
- Panorama da Literatura Maranhense (1955)[1]
- Pequena História do Maranhão (1959)
- O 5º Centenário do Infante D. Henrique no Maranhão (1960)
- História do Maranhão (1960)
- França Equinocial (1962)
- Guia Turístico de S. Luís do Maranhão (1962)
- Glorificação de Gonçalves Dias (1962) — colaborador
- Catulo, seresteiro e poeta (1963)
- S. Luís, Cidade dos Azulejos (1964)
- D. Diogo de Sousa, Governador e Capitão General do Maranhão (1970)
- História da Independência no Maranhão (1972)
- Símbolos nacionais do Brasil e estaduais do Maranhão (1972)
- Santos Dumont e a conquista dos céus (1973)
- Melo e Póvoas. Governador e Capitão General do Maranhão (1974)
- História da Arquidiocese de S. Luís do Maranhão (1977)
- O ensino superior no Maranhão (1982)
- Os negros do Maranhão (1983)
- O Brasão d’Armas de S. Luís do Maranhão (1983)
- São Luís com S (1984) — em parceria com José Chagas e Manuel de Jesus Lopes
- O Maranhão e a República (1990)
- Os holandeses no Maranhão (1991)
- Apontamentos para a História da Medicina no Maranhão (1993)
- Rosário do Itapecuru-Grade (1994)
- Junta Comercial do Estado do Maranhão (1995)
- João de Barros, primeiro donatário do Maranhão (1996)
- O Brasil e a partição do mar-oceano (1999)